# Liste der Monuments historiques in Écly
Die Liste der Monuments historiques in Écly führt die Monuments historiques in der französischen Gemeinde Écly auf.

## Liste der Objekte
| Bezeichnung                  | Beschreibung                                   | Standort                       | Kennzeichnung | Schutzstatus | Datum | Bild |
| ---------------------------- | ---------------------------------------------- | ------------------------------ | ------------- | ------------ | ----- | ---- |
| Kruzifix                     | Holz, 16. Jahrhundert; ehemals am Triumphbogen | in der Kirche St-Martin (Lage) | PM08001198    | Inscrit      | 1988  |      |
| Skulptur Maria               | Holz, 16. Jahrhundert; ehemals am Triumphbogen | in der Kirche St-Martin (Lage) | PM08001199    | Inscrit      | 1988  |      |
| Skulptur Johannes Evangelist | Holz, 16. Jahrhundert; ehemals am Triumphbogen | in der Kirche St-Martin (Lage) | PM08001200    | Inscrit      | 1988  |      |